# Contea di Guinan
La contea di Guinan (贵南县S, Guìnán XiànP) è una contea della Cina, situata nella provincia di Qinghai e amministrata dalla prefettura autonoma tibetana di Hainan.